# فوهسي
فوهسي أو فوكسي (بالصينية: 伏羲) هو اله الخلق في الميثولوجيا الصينية، نسب له مع زوجته نوا خلق الكون والإنسان في حوالي سنة 2600 ق م. ذكر بكونه ابن الإلهين البدائيين بانغو و هوا هسو. ذكر بكونه عملاق وبينما كان هو نائم في بيضة الفوضى استيقظ وقام بكسر البيضة وقسمها إلى سماء فوق وأرض تحته. وبسبب ما قام به مات والده بانغو وألذي كان يقف على البيضة، ليقوم فوهسي بأخذ جثته وليقوم بخلق الجبال والأنهار والنباتات والحيوانات منها، فيما قامت زوجته وأخته نوا بخلق الإنسان، ذكر أنه أثناء ولادة أمه له ولأخته خرجوا بجسم ثعبان ورأس إنسان. تقول أسطورة زواجه من أخته نوا وبينما كانوا هم في جبل كونلون المقدس مشوا في داخل النيران، وعند مشيهم في النيران اشتهوا بعضهم البعض، فقررا التحول إلى بشر ليتزوجا، وبسبب ذلك خسرا خلودهما. بعد زواجهم أنجبوا ذرية كثيرة ووصف فوهسي بكونه والد الصينيين، وعاش ل197 سنة ومات ودفن في خنان، حيث بني هناك ضريح له.